# Pycnopodia helianthoides

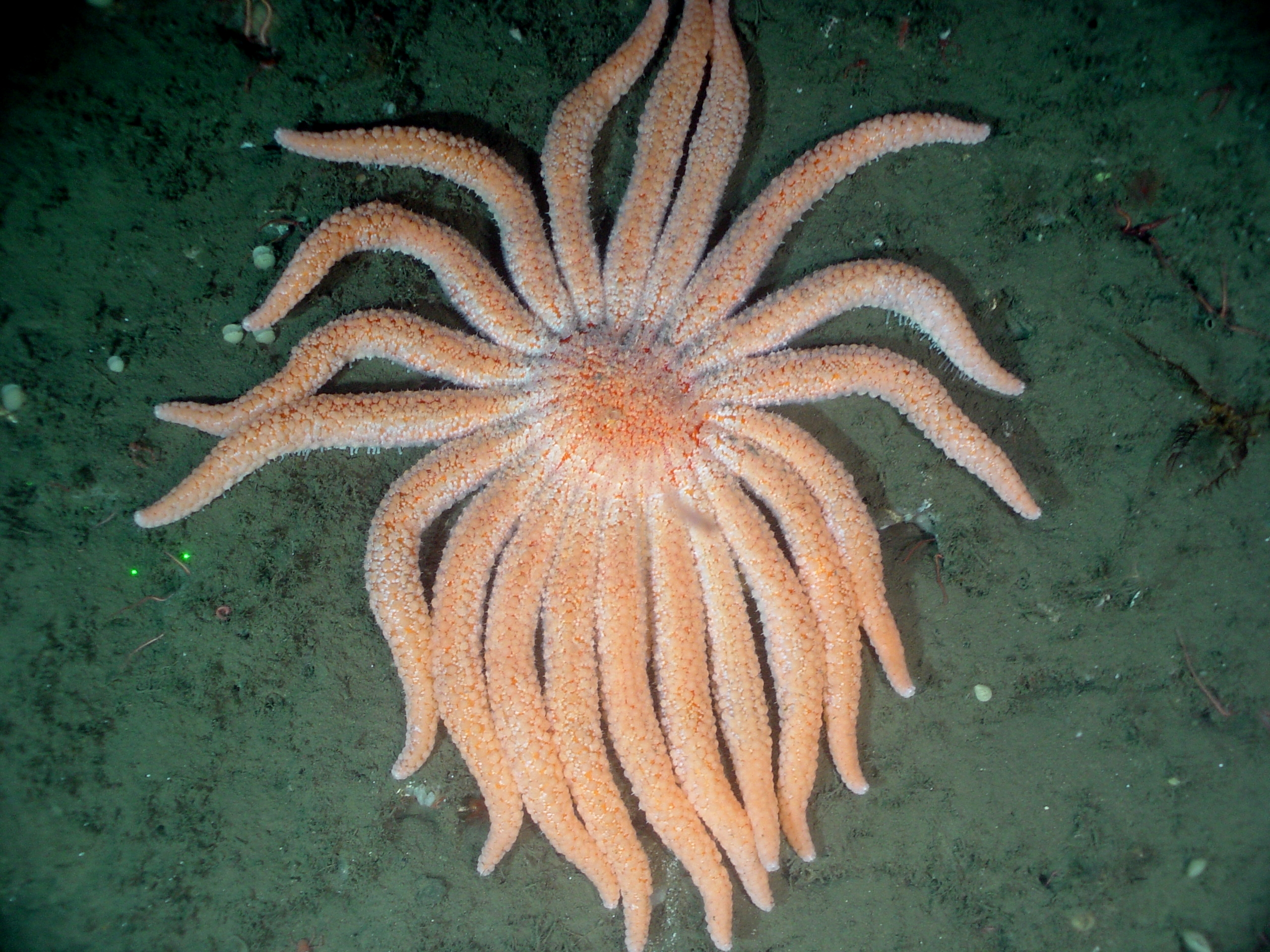
Pycnopodia helianthoides, Olympic Peninsula

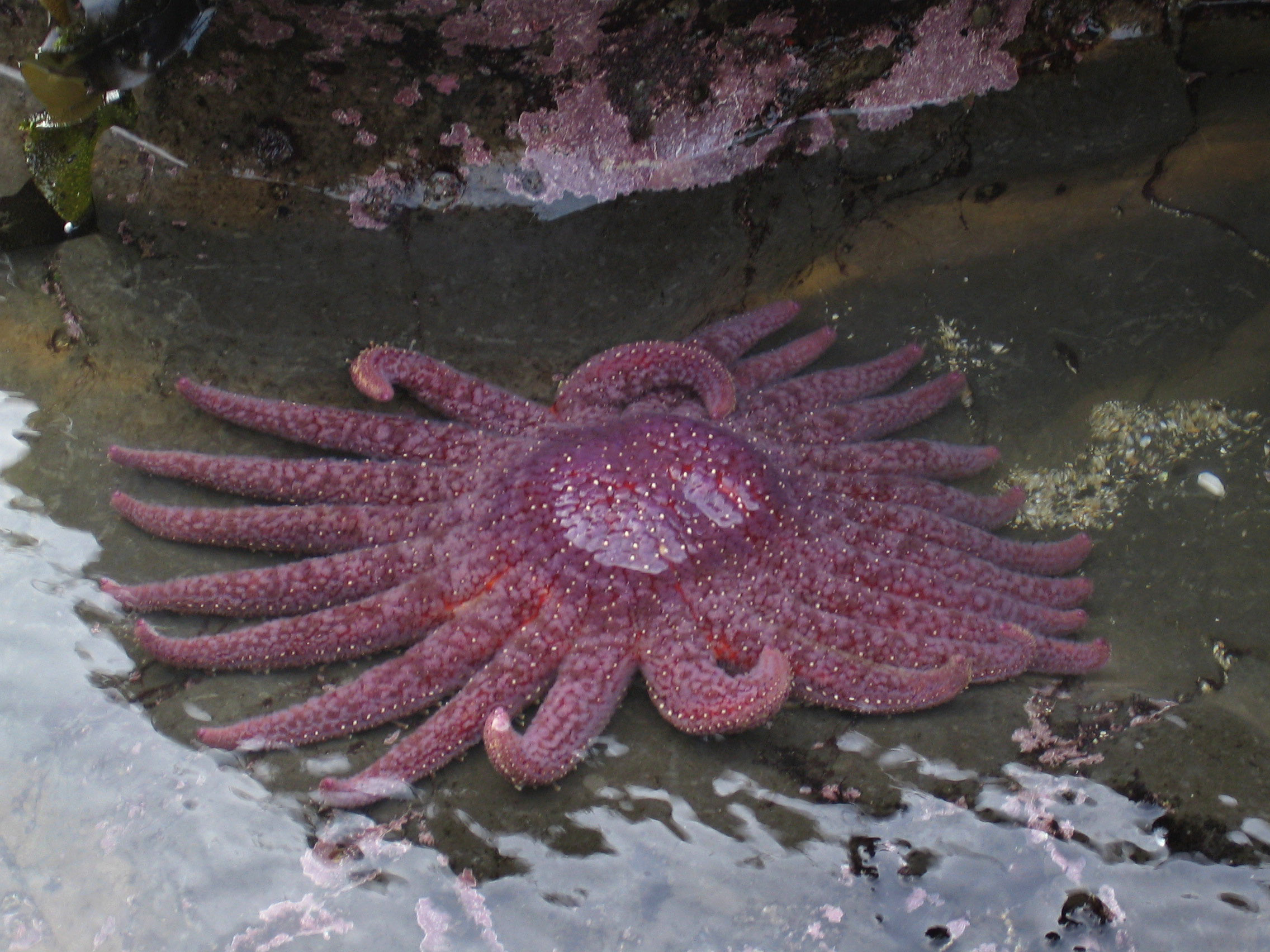
Pycnopodia helianthoides

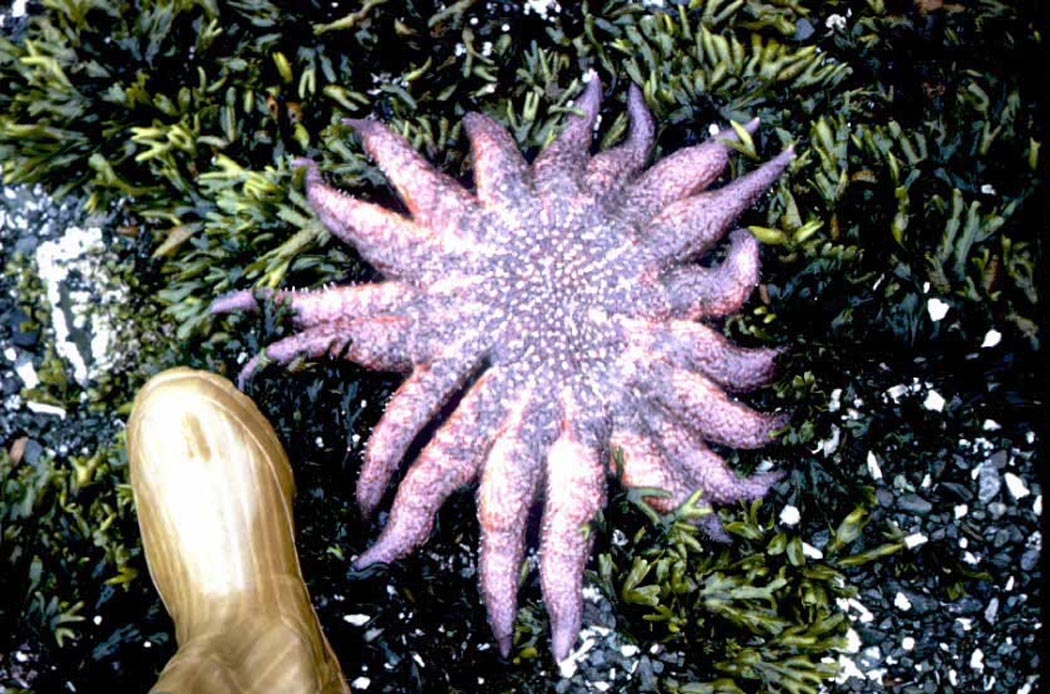
Ein kleines unregelmäßiges Exemplar von Pycnopodia helianthoides

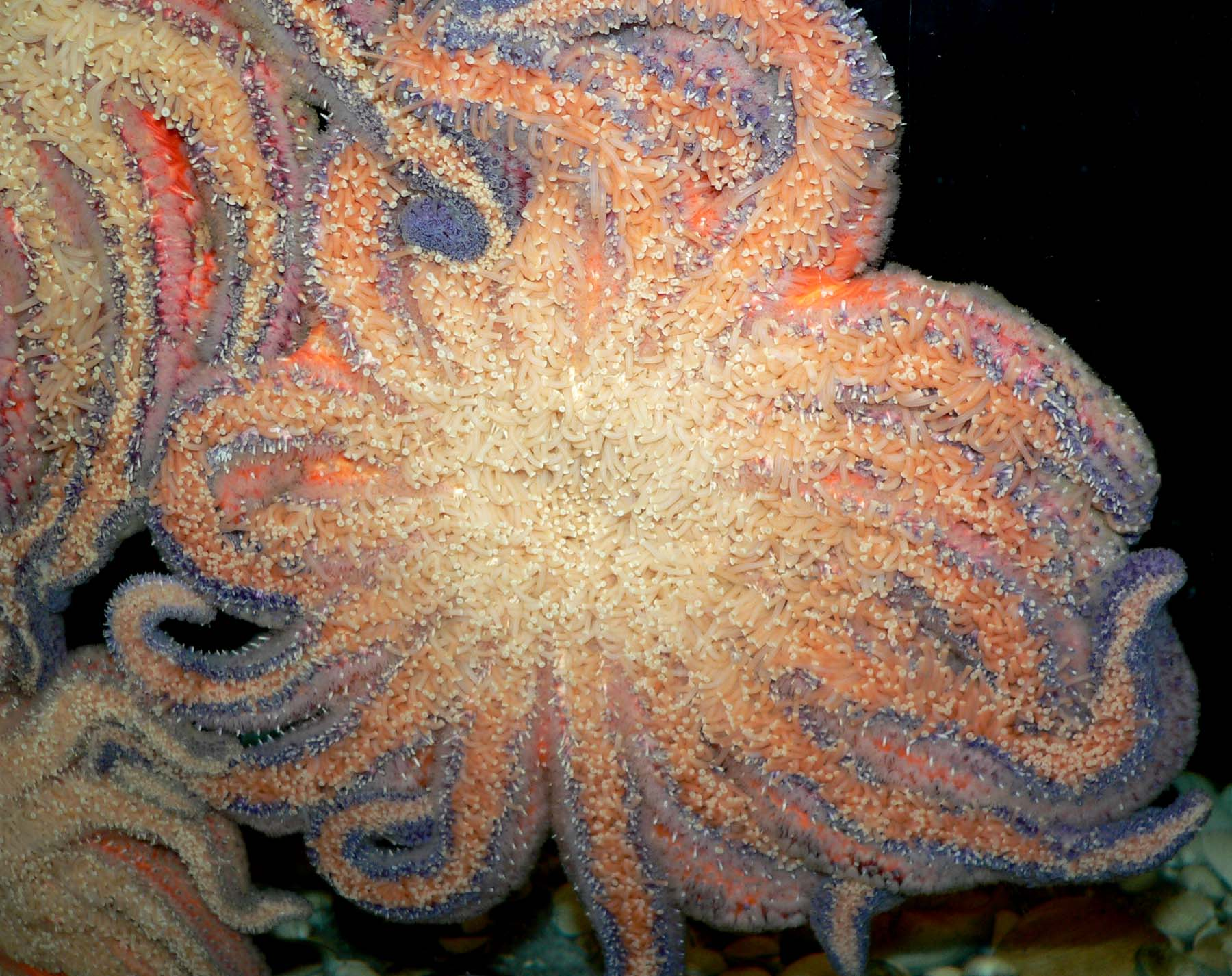
Unterseite mit Saugfüßchen.

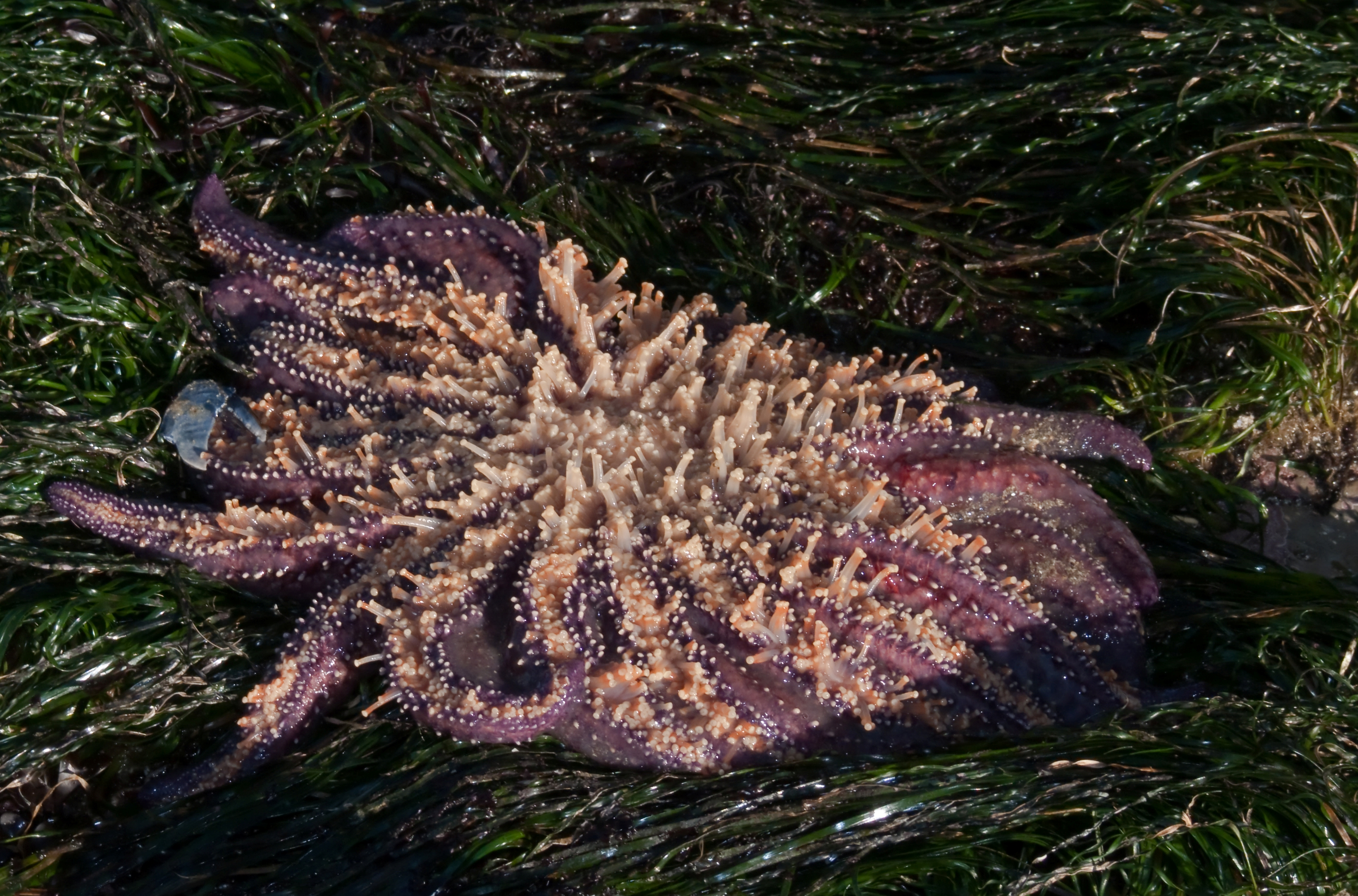
Unterseite von Pycnopodia helianthoides

Pycnopodia helianthoides, auch Sonnenblumen-Seestern, ist eine Art der Seesterne aus der Ordnung der Zangensterne (Forcipulata) mit zahlreichen Armen, die an der nordamerikanischen Pazifikküste häufig ist. Mit bis zu einem Meter Spannweite gehört sie zu den größten Seesternen der Welt. Sie ähnelt äußerlich zwar den Sonnensternen, zählt aber zur Familie Asteriidae. Durch Erwärmung des Lebensraums und aufgrund des Bakteriums Vibrio pectenicida ist die Art von einem Massensterben betroffen.

## Merkmale
Pycnopodia helianthoides hat in der Regel 16 bis 24 etwa 40 cm lange Arme und erreicht einen Durchmesser von meist 80 cm, bisweilen bis über 1 m und eine Körpermasse von etwa 5 kg. Die Farbe der eher weichen, samtartig strukturierten Haut auf der Oberseite variiert stark zwischen hell orange, gelb und rot bis braun und manchmal violett. Die etwa 15.000 gelben bis orangefarbenen Saugfüßchen an der hellen Unterseite des Tieres erreichen beim Festsaugen am Felsen eine so hohe Kraft, dass sie eher zerreißen, als sich vom Untergrund zu lösen.

## Fortpflanzungszyklus
Pycnopodia helianthoides ist getrenntgeschlechtlich und kann sich sowohl ungeschlechtlich durch Fissiparie als auch geschlechtlich fortpflanzen. Im Mai und Juni kommen zahlreiche Weibchen und Männchen zusammen, richten ihre Mittelscheibe mithilfe der Arme auf und entlassen ihre Keimzellen ins freie Meerwasser, wo die Eizellen von den Spermien befruchtet werden. Es entwickeln sich frei als Plankton schwimmende Larven, die sich nahe der Meeresoberfläche von Phytoplankton ernähren. Nach 2 bis 10 Wochen verankern sich die Larven am Meeresgrund und machen die Metamorphose zu Seesternen durch, die zunächst nur fünf Arme haben. In den folgenden Wochen wachsen ihnen weitere Arme. Pycnopodia helianthoides kann 3 bis 5 Jahre alt werden.

## Verbreitung und Vorkommen
Pycnopodia helianthoides ist an der nordamerikanischen Pazifikküste von den Aleuten bis San Diego in Kalifornien häufig, wobei die größten Individuen in Puget Sound (British Columbia) und Alaska zu finden sind. Die Seesterne leben in der unteren Gezeitenzone und unterhalb in Gebieten mit viel Seegras und Tang, vertragen es aber nicht, länger im Trockenen zu liegen.

## Ernährung
Pycnopodia helianthoides bevorzugt weithin Seeigel als Beutetiere, frisst aber auch häufig Seesterne, Seegurken, Muscheln, Schnecken (darunter oft Seeohren), Krebse (Rankenfußkrebse, Einsiedlerkrebse) oder Aas.
Vor der kanadischen Küste von British Columbia konnten Unterwasserkameras Sonnenblumen-Seesterne auf Schweinekadavern gefilmt werden, die für die forensische Forschung in einer Tiefe von 99 Metern festgebunden worden waren.
Mit Geschwindigkeiten von etwa 1 m/min gehört Pycnopodia helianthoides zu den schnellsten Seesternen und kann so eine Reihe von Beutetieren einholen. Auf Grund der nicht miteinander verbundenen Kalkplatten kann der Seestern auch größere Beute verschlingen, stülpt aber bei sehr großer Beute seinen Magen zur extraintestinalen Verdauung aus.

## Fressfeinde
Zu den wichtigsten Fressfeinden von Pycnopodia helianthoides zählen verschiedene Fische, Königskrabben und Sonnensterne (insbesondere Solaster dawsoni). Um sich zu retten, wirft der Seestern häufig durch Autotomie einen oder mehrere Arme ab, die in wenigen Wochen nachwachsen.